# Padre Cícero
Cícero Romão Batista (Crato, 1844 — Juazeiro do Norte, 1934), connu dans la dévotion populaire sous le nom de Padre Cícero ou de Padim Ciço, était un prêtre catholique  brésilien.
Entre 1872 et 1889, il connut à Juazeiro do Norte, petite bourgade du sud de l’État du Ceará, une carrière de chapelain tout à fait conventionnelle, si ce n’est qu’il se signala par son charisme et un apostolat volontaire et dévoué. Il dévia cependant de l’orthodoxie après avoir eu part à un supposé miracle, lors duquel l’hostie administrée par lui à une religieuse se transforma en sang du Christ. Ce miracle, éventé à son insu, valut à Padre Cícero une suspension de ses fonctions de prêtre, mais attira aussi de nombreux pèlerins venus de tout le Nordeste, dont beaucoup se fixèrent dans la bourgade. Celle-ci, qui vit sa population augmenter rapidement, se constitua en une communauté millénariste schismatique, avant d’obtenir en 1911 le statut officiel de commune.
À la différence, p.ex., d’un Antônio Conselheiro, Padre Cícero s’efforça de ne pas rompre avec l’Église et de s’assurer des alliances chez les coroneis et politiciens locaux. Il fut ainsi élu maire de sa nouvelle commune en 1913 ; devint ensuite, après avoir pris la tête d’une troupe de bandits pour appuyer une révolution armée qui renversa un gouvernement constitutionnellement élu, vice-gouverneur du Ceará en 1914 ; et enfin sut, en 1926, se faire élire député fédéral (cependant sans exercer ce mandat). Il accorda un brevet de capitaine à Virgulino Ferreira da Silva, alias Lampião, moyennant que celui-ci attaquât la colonne Prestes alors de passage dans le Nordeste.
Dans le sertão cearense, voire dans tout le Nordeste, il continue jusqu’à aujourd’hui de faire l’objet d’une intense vénération populaire, la réconciliation officielle avec l'Église catholique romaine a eu lieu en décembre 2015 et son proces de béatification s'est ouvert le 20 août 2022 après que le Dicastère pour la Cause des Saints a publié l'édit officiel nihil obstat (aucune objection à la cause) et l'a intitulé comme un Serviteur de Dieu.

## Biographie

### Jeunes années et ordination
Né dans l’arrière-pays (sertão) de l’État du Ceará, comme fils de Joaquim Romão Batista et de Joaquina Vicência Romana, connue sous le nom de dona Quinô, Cícero Romão Batista, futur Padre Cícero, reçut à partir de l’âge de 6 ans des leçons d’un précepteur, le professeur Rufino de Alcântara Montezuma, et fit sa première communion dans l’église paroissiale de sa ville natale. À 12 ans, à la suite de la lecture d’une biographie de saint François de Sales, il décida de faire vœu de chasteté. En 1860, il fut inscrit dans le collège renommé du père Inácio de Sousa Rolim, à Cajazeiras dans l’État de Paraíba. Il n’y resta cependant que peu de temps, la mort inopinée de son père, victime du choléra en 1862, le contraignant à interrompre ses études et de s’en retourner auprès de sa mère et de ses sœurs célibataires. La mort du père, qui avait été petit commerçant à Crato, occasionna de sérieuses difficultés financières à la famille, de sorte que quand, plus tard, en 1865, Cícero Romão Batista voulut entrer au séminaire de la Prainha à Fortaleza, il ne put le faire que grâce à l’aide de son parrain de confirmation, le colonel Antônio Luís Alves Pequeno.
Durant son passage au séminaire, Cícero Romão Batista passait pour un étudiant moyen et, bien qu’il dût quelques années plus tard entraîner les multitudes par ses sermons, il n’obtint que de basses notes dans les disciplines se rapportant à l’art oratoire et à l’éloquence.
Ordonné prêtre le 30 novembre 1870, il retourna à Crato et, l’évêque ne lui octroyant la charge d’aucune paroisse, il resta dans sa ville natale à enseigner le latin au collège Padre Ibiapina, fondé et dirigé par le professeur et journaliste José Marrocos, son cousin et grand ami.

### Arrivée à Tabuleiro Grande
Le jour de noël 1871, invité par le professeur Simeão Correia de Macedo, le père Cícero visita pour la première fois le hameau de Tabuleiro Grande (ancien nom de l’actuelle ville de Juazeiro do Norte, porté par cette localité lorsqu’elle dépendant encore de la proche ville de Crato), et y célébra la traditionnelle messe de minuit, dite messe du coq. Le père visitant, âgé alors de 28 ans, de petite stature, de peau blanche, à cheveux blonds, aux yeux bleus pénétrants et à la voix modulée, fit grande impression sur les habitants du lieu. L’affinité étant réciproque, il revint au terme de quelques mois, exactement le 11 avril 1872, avec ses bagages, et accompagné de quelques membres de sa famille, avec l’intention de se fixer définitivement à Juazeiro.
À cette époque, le hameau de Tabuleiro Grande n’était guère plus qu’un agglomérat de masures en pisé et de quelques-unes en briques, regroupées autour d’une chapelle érigée par le premier chapelain, le père Pedro Ribeiro de Carvalho, et placée sous le vocable de Notre-Dame des Douleurs, patronne des lieux. La bourgade n’était qu’un simple entrepôt et servait de lieu d’étape à ceux qui se rendaient à Crato.
Deux décennies auparavant, dans cette même vallée du Cariri, un mouvement schismatique avait pris naissance, la secte des Serenos, groupe de pénitents dont le culte comportait la flagellation de ses adeptes. L’arrivée de Padre Cícero à Juazeiro se situa peu de temps avant la calamiteuse sécheresse de 1877-1879.
Plusieurs sources affirment que Padre Cícero résolut de s’établir à Juazeiro à la suite d’un rêve (ou d’une vision) qu’il avait eu. Selon cette version, certain jour, au crépuscule d’une journée harassante, après avoir confessé pendant plusieurs heures d’affilée les habitants du lieu, et voulant se reposer dans la pièce contiguë à la salle de classe de la petite école, où on lui avait improvisé un logis, il tomba dans le sommeil et eut la vision qui allait changer sa destinée. Il aperçut alors, selon ce qu’il relata à ses amis intimes, Jésus Christ et les douze apôtres assis à une table, dans une disposition rappelant la Dernière Cène de Léonard de Vinci. Soudainement il vit entrer dans la pièce une multitude de personnes trimbalant leurs maigres possessions dans de petits paquets, à l’image des retirantes (errants jetés sur les routes par la sécheresse) nordestins. Le Christ, se tournant vers les affamés, fit part de la déception que lui causait le genre humain, mais déclara être disposé à faire encore un ultime sacrifice pour sauver le monde. Cependant, poursuivit-il, si les hommes ne se repentaient pas immédiatement, il mettrait fin à tout pour de bon. À ce moment, le Christ désigna les pauvres et, se retournant inopinément, ordonna : «  Et vous, Padre Cícero, prenez soin d’eux ! »

### Apostolat

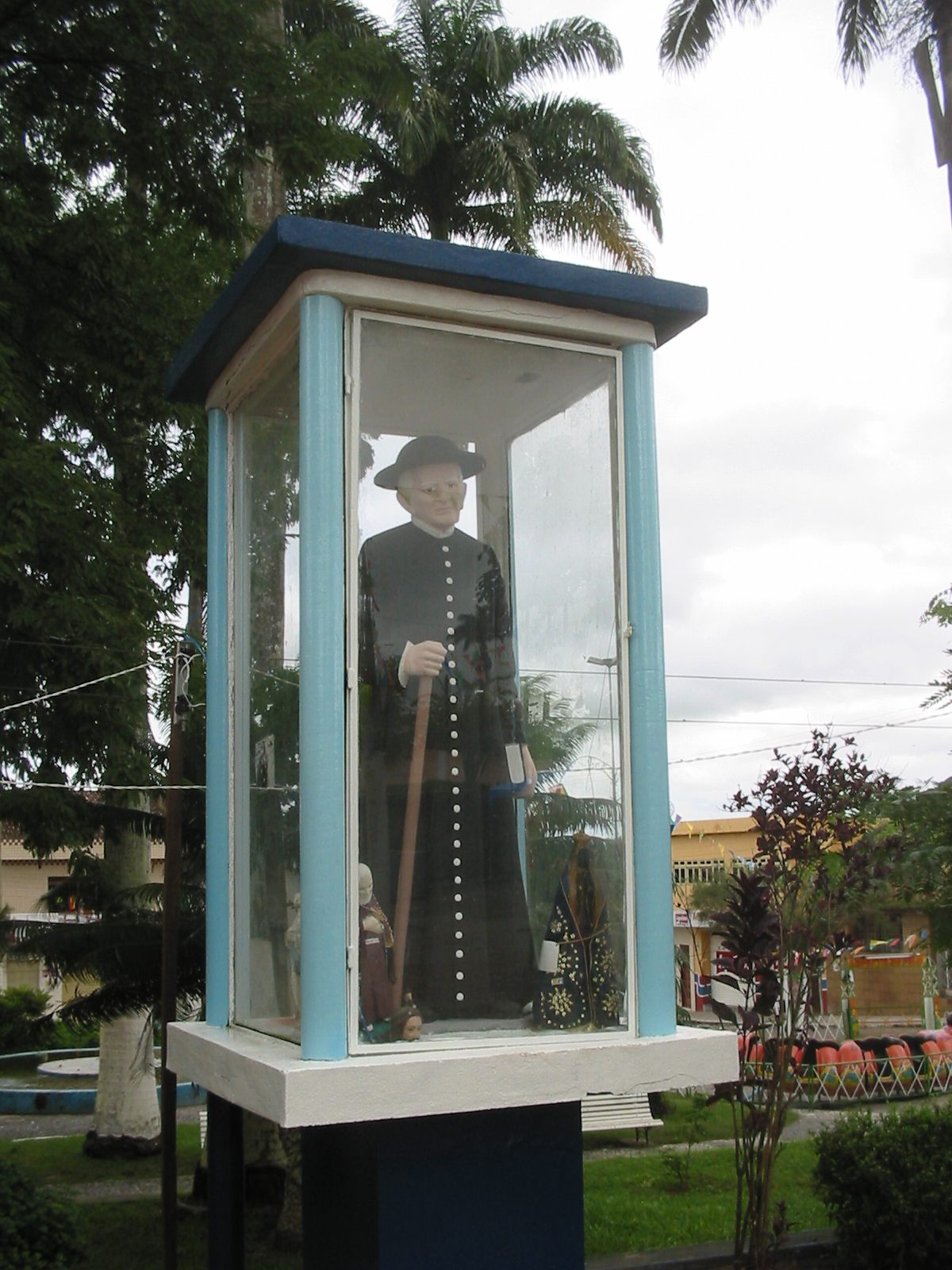
Figurine de Padre Cícero à Agrestina.

Aussitôt qu’installé dans le hameau, il s’attacha tout d’abord à améliorer l’aspect de la chapelle, consacrant les offrandes des fidèles à l’acquisition de plusieurs images.
Ensuite, dans l’ardent désir de conquérir le peuple à lui confié par Dieu, il déploya un intense travail pastoral consistant en prêches, conseils et visites à domicile, fait sans précédent dans la région. Aussi ne tarda-t-il pas à gagner la sympathie des habitants, et acquit-il bientôt un grand ascendant dans la communauté.
Agissant avec sévérité, il s’efforça de redresser les mœurs de la population et à combattre l’ivrognerie et la prostitution. Il s’appliqua à éliminer les coutumes profanes et à remettre en honneur la pratique des sacrements. Sous la devise « Dans chaque maison un atelier, dans chaque atelier un oratoire », de nombreux ateliers de production furent créés, où étaient fabriqués en particulier des bougies, des images saintes et des chaussures. L’habileté et le charisme du prêtre eurent un fort impact sur la population, qui se vouait de plus en plus à la religion et au travail. Padre Cícero encourageait les fidèles à creuser des puits, à construire des abris et à semer du manioc.
Pour l’assister dans le travail pastoral, le père Cícero décida, à l’instar de Padre Ibiapina, célèbre missionnaire nordestin décédé en 1883, de recruter des femmes célibataires et des veuves en vue de fonder un ordre religieux laïc, les Maisons de charité (en port. Casas de Caridade), géré par des femmes pieuses (beatas) mais placé sous son entière autorité, et visant à apporter instruction, soins de santé et assistance au peuple.
Cependant, les miracles et les formes extrêmes de religiosité étaient découragés. Pour le reste d’ailleurs, les rapports sociaux et les structures politiques dans Juazeiro do Norte ne différaient guère de ceux prévalant de façon générale dans les sociétés rurales brésiliennes.
L’harmonie civile ainsi restaurée, la localité connut alors le début d’un prodigieux accroissement de sa population, qui allait se poursuivre dans les décennies suivantes ; des alentours affluaient en effet des gens en nombre, désireux de rejoindre le nouveau chapelain. Parmi les nouveaux arrivants, que le père Cícero ne manquait jamais d’accueillir avec empressement, se trouva aussi José Lourenço Gomes da Silva, futur chef spirituel de la communauté du Caldeirão de Santa Cruz do Deserto, la plus célèbre des Maisons de charité éparpillées aux environs de Juazeiro.

### Miracle présumé
En 1889, lors d’une messe célébrée par le père Cícero, une hostie administrée par le prêtre à la religieuse Maria de Araújo se changea en sang dans la bouche de celle-ci. Selon les récits, le même phénomène se répéta plusieurs fois au cours des deux années suivantes. Bientôt, la nouvelle qu’un miracle s’était produit à Juazeiro fut répandu par les soins d’ecclésiastiques autres que Padre Cícero, qui cherchaient à exploiter l’événement en organisant, à partir de tout le nordeste, des pèlerinages vers le lieu, de sorte que, au moment où, p.ex., Antônio Conselheiro fondait sa propre communauté à Canudos dans le nord de la Bahia, quelques centaines de pèlerins s’étaient déjà établis dans la Juazeiro cearense et devenus des résidents d’une nouvelle cité sainte, laquelle subsista ensuite pendant plus de 50 ans en dépit de la mesure de suspension prise à l’encontre de Cícero en 1892.

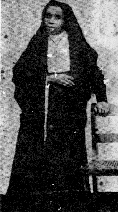
La beata Maria de Araújo.

Cependant, à la requête de Padre Cícero, le diocèse convoqua une commission composée d’ecclésiastiques et de professionnels de la santé afin de soumettre le supposé miracle à examen. La commission, qui avait pour président le père Clycério da Costa et comme secretaire le père Francisco Ferreira Antero, et dont étaient membres également les médecins Marcos Rodrigues Madeira et Ildefonso Correia Lima, en plus du pharmacien Joaquim Secundo Chaves, mena de longues investigations et fut même à plusieurs reprises témoin du phénomène de transformation de l’hostie. Clôturant son enquête le 13 octobre 1891, elle arriva à la conclusion qu’il n’y avait pas d’explication naturelle des faits survenus, et qu’il s’agissait donc d’un miracle, ce qu'Ildefonso Correia Lima formula ainsi dans une lettre : « (des faits) de l’ordre de ceux observés ne peuvent pas s’expliquer par le jeu naturel des agents naturels, et force est d’admettre l’intervention d’un agent intelligent occulte qui en représente la cause, et que, dans le cas en question, je pense être Dieu ».
Insatisfait de cette expertise, l’évêque Joaquim José Vieira nomma, pour mener une contre-enquête, une nouvelle commission, présidée par le père Alexandrino de Alencar, avec pour secrétaire le père Manoel Cândido. La commission convoqua la religieuse, lui donna la communion, et, ayant constaté que rien d’extraordinaire ne se produisait, conclut qu’il n’y avait point de miracle, et qu’il s’agissait d’une supercherie.
L’évêque Viera se rangea à la deuxième expertise et, sur la base de celle-ci, décida de suspendre le père Cícero de ses fonctions sacerdotales et ordonna que fût claustrée Maria de Araújo, qui mourut en 1914.
Plus la communauté de Cícero attirait d’adeptes, plus sa hiérarchie trouvait à redire sur ses pratiques religieuses. Pourtant, à la différence d’Antônio Conselheiro, Padre Cícero avait fait preuve initialement d’une grande disposition à collaborer avec l’archidiocèse local. Néanmoins, comme indiqué ci-haut, il fut suspendu en 1892, et depuis lors demeura, pour le restant de sa vie, engagé dans un conflit permanent avec l’Église, tendant à se retrancher dans sa communauté adoptive.
En 1898, le père Cícero s’en fut à Rome, où, à l’issue d’un entretien avec le pape Léon XIII et avec des membres de la Congrégation du Saint-Office, il obtint son absolution. Pourtant, à son retour à Juazeiro, la décision du Vatican fut révisée et le père Cícero se retrouva sous le coup d’une mesure d’excommunication ; cependant, des études réalisées quelques décennies plus tard par l'évêque Fernando Panico suggèrent que ladite excommunication ne fut jamais suivie d’application effective. (Le même Fernando Panico conduit à l’heure actuelle une procédure en réhabilitation de Padre Cícero auprès du Vatican.) En plus des démarches à Rome, Cícero tenta aussi d’obtenir, lors de ses demandes de rétablissement dans ses fonctions de prêtre, l’appui de coroneis locaux et de personnalités civiles. Parallèlement, lorsque leur chef fut menacé d’excommunication, les adeptes de Cícero entreprirent de lever des fonds par le biais d’associations catholiques laïques, envoyèrent des émissaires pour plaider leur cause, publièrent des communiqués dans la presse tant religieuse que seculière, et lancèrent des dizaines de pétitions.

### Implication dans la vie politique

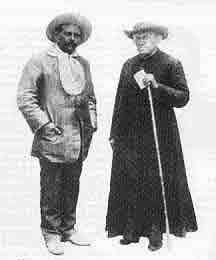
Floro Bartolomeu et Padre Cícero.

Depuis le début du XXe siècle, le bourg de Tabuleiro Grande (ancien nom de Juazeiro do Norte) cherchait à se détacher (« s’émanciper ») de la ville de Crato, en arguant que le bourg était devenu plus grand et plus important que le chef-lieu de commune. Tabuleiro Grande en effet avait connu une croissance surprenante, et rivalisait y compris avec la capitale d’État Fortaleza. Le mouvement favorable à l’émancipation gagna en vigueur en 1909 avec la venue du père Alencar Peixoto et de José Marrocos, qui ensemble fondèrent le journal O Rebate (l’Algarade), qui devint le principal organe du projet. La même année, pour appuyer la revendication, éclata une grève générale de la population, fort préjudiciable à l’économie de Crato et en 1910 fut organisée une marche pour l’émancipation, qui réunit approximativement quinze mille personnes. Le 22 juillet 1911, l’émancipation fut accordée à travers la loi no 1.028, et la même année, Cícero Romão Batista, qui s’était affilié au feu Parti républicain conservateur (PRC), fut élu premier maire de la nouvelle municipalité autonome, laquelle prit le nom de Joaseiro (référence à une espèce d’arbre, typique de la région).
Le 4 octobre 1911, le père Cícero et 16 autres dirigeants politiques de la région se réunirent à Juazeiro et signèrent un accord de coopération en même temps qu’ils s’engageaient à appuyer le gouverneur Antônio Pinto Nogueira Accioli. La rencontre reçut le sobriquet de Pacte des coronels, et passe pour un moment important de l’histoire du coronélisme brésilien.
En 1913, il fut destitué de sa fonction de maire par le gouverneur Marcos Franco Rabelo, mais revint au pouvoir en 1914, après que le même Franco Rabelo eut été déposé lors de l’événement connu sous l’appellation de sédition de Juazeiro. Aux élections qui suivirent, il fut élu vice-gouverneur de l’État du Ceará, dans le gouvernement du général Benjamin Liberato Barroso. En 1926, il fut élu député fédéral, mais n’exerça jamais son mandat.
Vers la fin de la décennie 1920, l’influence politique de padre Cícero commença à péricliter et cessa quasiment d’exister après la révolution de 1930. À l’inverse, son prestige comme saint et thaumaturge ne devait cesser d’augmenter.

### Liens avec le banditisme
Virgulino Ferreira da Silva, dit Lampião (« lanterne »), célèbre chef de bande, était dévoué à Padre Cícero, respectait ses croyances et observait ses préceptes. Les deux hommes se rencontrèrent une seule fois, à Juazeiro do Norte, en 1926. Cette année-là, la colonne Prestes, emmenée par Luís Carlos Prestes, parcourut l’intérieur du Brésil en défiant le gouvernement fédéral. Pour la combattre furent alors mises sur pied les dénommés bataillons patriotiques, placés sous les ordres de chefs régionaux qui souvent se laissaient aller à enrôler des cangaceiros, bandits de grand chemin.
Sur cette rencontre, deux versions circulent. Selon l’une, diffusée par Billy Jaynes Chandler, le prêtre aurait convoqué Lampião pour l’amener à se joindre au bataillon patriotique de Juazeiro, en contrepartie d’une amnistie de ses crimes et du titre de capitaine. Selon l’autre version, que défendent Lira Neto et Anildomá Willians, l’invitation adressée à Lampião aurait été faite par Floro Bartolomeu à l’insu de Padre Cícero. En tout état de cause, il est certain qu’arrivés à Juazeiro, Lampião et les 49 cangaceiros qui l’accompagnaient entendirent Padre Cícero leur conseiller d’abandonner le brigandage. Comme Lampião exigeait de recevoir le titre de capitaine qui lui avait été promis, Pedro de Albuquerque Uchoa, seul fonctionnaire public fédéral présent dans la commune, écrivit sur une feuille de papier que Lampião serait à partir de ce moment capitaine et bénéficierait d’une amnistie pour ses crimes. La bande quitta ensuite Juazeiro sans affronter la colonne Prestes.

### Mort et postérité

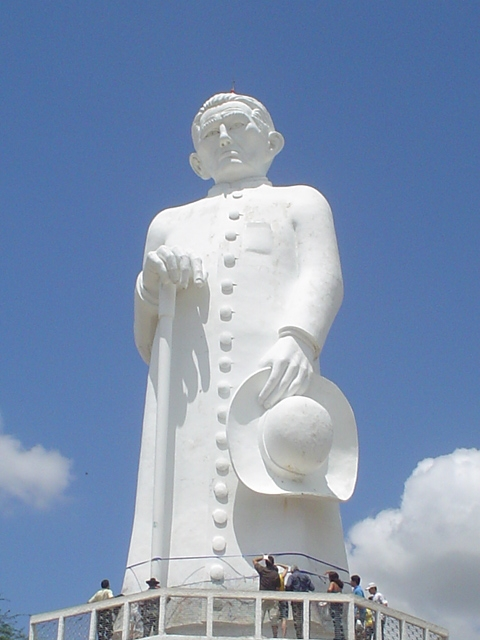
Statue du père Cícero sur la colline du Horto à Juazeiro do Norte.

Le père Cícero mourut à Juazeiro do Norte le 20 juillet 1934, à l’âge de 90 ans, et fut inhumé en l’église Notre-Dame-du-Perpétuel-Secours de cette même ville du Ceará.
Les familles dans le sertão cearense, voire dans le nordeste tout entier, y compris celles bien intégrées dans l’Église catholique régulière, ont coutume d’accrocher des images et des effigies du « saint » père Cícero dans leurs maisons, afin de les garder des mauvais esprits et d’invoquer sa protection, coutume qui s’est perpétuée jusqu’à aujourd’hui.
En 1973, Cícero Romão Batista fut canonisé par l’« Église catholique apostolique du Brésil » non reconnue par Rome.
En novembre 1969, un monument en hommage au père Cícero Romão Batista a été inauguré par le maire alors en fonction, Mauro Sampaio ; la statue, pour laquelle le projet initial prévoyait une hauteur de sept mètres, atteint, après révision dudit projet et redimensionnement de la statue, une hauteur de 27 mètres, se classant ainsi, pour la taille, au troisième rang mondial des statues de béton ; sculptée par l’artiste Armando Lacerda, elle se dresse sur les hauteurs dominant la ville de Juazeiro, dans un lieu de la Serra do Catolé dénommé Colina do Horto, que le prêtre prédilectionnait pour ses retraites spirituelles. Selon une estimation, le monument attirerait un nombre de visiteurs de l’ordre de 2,5 millions par an. Le site comprend également un petit musée vivant (Museu Vivo) et une église, l’Igreja de Bom Jesus do Horto ; le mur de soutènement du terre-plein qui porte la statue comporte sur l’une de ses faces un vaste tableau en bas-relief, de 17 mètres sur 4, représentant la Dernière Cène.
En mars 2001, Cícero Romão Batista fut élu Cearense du siècle lors d’un vote organisé par la chaîne TV Verdes Mares en partenariat avec Rede Globo, et en juillet 2012, le public le choisit comme l’un des 100 plus grands Brésiliens de tous les temps lors d’un consultation menée par la chaîne SBT en collaboration avec la BBC.

### Procès de béatification et de canonisation
Le 20 août 2022, lors d'une messe célébrée à Largo da Capela do Socorro, à Juazeiro do Norte, l'évêque du diocèse de Crato Dom Magnus Henrique Lopes a annoncé qu'il avait reçu une lettre de la Congrégation pour les causes des saints, l’organisme du Vatican responsable des procès de béatification et de canonisation, l’informant de l'autorisation du pape François pour l'ouverture du procès de béatification du Père Cícero. Avec l'autorisation du Vatican, le Père Cicéro reçoit automatiquement le titre de « Serviteur de Dieu »,.